# آرما (کانزاس)
آرما (به انگلیسی: Arma) شهری در ایالت کانزاس کشور ایالات متحده آمریکا است که جمعیت آن در سرشماری سال ۲۰۱۰ میلادی، ۱٬۴۸۱ نفر بوده‌است.